# Skálarfjall (berg i Island, Västlandet)
Skálarfjall är ett berg i republiken Island. Det ligger i regionen Västlandet, 90 km norr om huvudstaden Reykjavík. Toppen på Skálarfjall är 584 meter över havet.
Trakten runt Skálarfjall är nära nog obefolkad, med mindre än två invånare per kvadratkilometer. Det finns inga samhällen i närheten. Trakten runt Skálarfjall består i huvudsak av gräsmarker.